# Beautiful (film)
Beautiful – polski offowy dramat obyczajowy Piotra Matwiejczyka.

## Obsada
- Sylwia Juszczak − Anna
- Marcin Dorociński − Dominik
- Teresa Sawicka
- Dawid Antkowiak
- Magdalena Woźniak

## Nagrody
2006 – nagroda za kreację aktorską dla Sylwii Juszczak (Festiwal Filmów Niezależnych "Bartoszki Film Festival")